# Мухамбетов, Жакипбек
Жакипбек Мухамбетов (1912—1981) — младший лейтенант Советской Армии, участник Великой Отечественной войны, Герой Советского Союза (1944).

## Биография
Родился 5 марта 1912 года в ауле № 9 (ныне — Сырдарьинский район Кзыл-Ординской области Казахстана). После окончания начальной школы работал трактористом. 
В 1942 году был призван на службу в Рабоче-крестьянскую Красную Армию. С того же года — на фронтах Великой Отечественной войны.
К октябрю 1943 года младший сержант Жакипбек Мухамбетов был пулемётчиком 933-го стрелкового полка 254-й стрелковой дивизии 52-й армии Степного фронта. Отличился во время битвы за Днепр. 2 октября 1943 года переправился через Днепр и принял активное участие в боях за захват и удержание плацдарма на его западном берегу. 17 октября во время боя за село Крещатик Черкасского района Черкасской области Украинской ССР он лично уничтожил более 40 солдат и офицеров противника, 1 танк и 3 автомашины.
Указом Президиума Верховного Совета СССР «О присвоении звания Героя Советского Союза генералам, офицерскому, сержантскому и рядовому составу Красной Армии» от 22 февраля 1944 года за «образцовое выполнение боевых заданий командования при форсировании реки Днепр, развитие боевых успехов на правом берегу реки и проявленные при этом отвагу и геройство» был удостоен высокого звания Героя Советского Союза с вручением ордена Ленина и медали «Золотая Звезда».
В 1944 году окончил курсы младших лейтенантов. В 1946 году был уволен в запас. Вернулся на родину, руководил колхозом. В 1955 году переехал в Кзыл-Орду. Скончался 19 октября 1981 года.
Был также награждён орденом Красной Звезды и рядом медалей.
В честь Мухамбетова названа улица в Кызылорде.